# Al'bina Achatova
Al'bina Chamitovna Achatova (in russo Альбина Хамитовна Ахатова?; traslitterazione anglosassone Albina Khamitovna Akhatova; Nikol'sk, 13 novembre 1976) è un'ex biatleta russa.

## Biografia
Originaria di Labytnangi, ha iniziato a praticare biathlon a livello agonistico nel 1993. In Coppa del Mondo ha esordito nel 1993 nella sprint di Anterselva (56ª), ha conquistato il primo podio il 14 dicembre 1997 nella staffetta di Östersund (3ª) e la prima vittoria l'11 gennaio 1998 nella staffetta di Ruhpolding.
Come componente della staffetta russa, ha conquistato la medaglia d'argento ai Giochi olimpici invernali di Nagano 1998, la medaglia di bronzo a Salt Lake City 2002 e la medaglia d'oro alle Torino 2006. Ha anche vinto nel 2003 un titolo individuale nei Mondiali nella gara con partenza in linea di Chanty-Mansijsk, doppiando il successo il giorno dopo con la staffetta. Ha partecipato anche alla staffetta vincente dei Mondiali del 2000 a Oslo.
Sempre ai Giochi olimpici di Torino, oltre all'oro in staffetta, ha vinto due medaglie di bronzo individuali, nella 15 km (dopo la squalifica per doping della connazionale Ol'ga Medvedceva) e nella 10 km a inseguimento.
Alla vigilia dei Mondiali del 2009 è stata esclusa dalla manifestazione insieme ai connazionali Ekaterina Jur'eva e Dmitrij Jarošenko dopo essere risultata positiva ai controlli antidoping effettuati nel corso della prima tappa di Coppa del Mondo della stagione svolta ad Östersund. Squalificata per due anni, non è più tornata alle competizioni.

## Palmarès

### Olimpiadi
- 5 medaglie:
  - 1 oro (staffetta[3] a Torino 2006)
  - 1 argento (staffetta[3] a Nagano 1998)
  - 3 bronzi (staffetta[3] a Salt Lake City 2002; individuale[3], inseguimento[3] a Torino 2006)

### Mondiali
- 10 medaglie:
  - 4 ori (gara a squadre[3] a Hochfilzen 1998; staffetta[3] a Oslo/Lahti 2000; partenza in linea[3], staffetta[3] a Chanty Mansijsk 2003)
  - 4 argenti (staffetta[3] a Kontiolahti/Oslo 1999; individuale[3], staffetta[3] a Oberhof 2004; sprint[3] a Östersund 2008)
  - 2 bronzi (individuale[3] a Kontiolahti/Oslo 1999; inseguimento[3] a Östersund 2008)

### Coppa del Mondo
- Miglior piazzamento in classifica generale: 2ª nel 2003
- Vincitrice della Coppa del Mondo di partenza in linea nel 2003
- 34 podi (13 individuali, 21 a squadre[4]), oltre a quelli conquistati in sede olimpica e iridata e validi anche ai fini della Coppa del Mondo:
  - 10 vittorie (1 individuale, 9 a squadre)
  - 14 secondi posti (6 individuali, 8 a squadre)
  - 10 terzi posti (6 individuali, 4 a squadre)

#### Coppa del Mondo - vittorie
| Data             | Località          | Nazione  | Specialità                                                            |
| ---------------- | ----------------- | -------- | --------------------------------------------------------------------- |
| 11 gennaio 1998  | Ruhpolding        | Germania | RL (con Ol'ga Mel'nik, Galina Kukleva e Nadežda Talanova)             |
| 18 gennaio 1998  | Anterselva        | Italia   | RL (con Anna Volkova, Galina Kukleva e Ol'ga Romas'ko)                |
| 24 gennaio 1999  | Anterselva        | Italia   | RL (con Anna Volkova, Svetlana Išmuratova e Galina Kukleva)           |
| 12 dicembre 1999 | Pokljuka          | Slovenia | RL (con Galina Kukleva, Marija Strelenko e Svetlana Išmuratova)       |
| 15 gennaio 2003  | Ruhpolding        | Germania | RL (con Svetlana Išmuratova, Galina Kukleva e Ol'ga Medvedceva)       |
| 24 gennaio 2003  | Anterselva        | Italia   | RL (con Anna Bogalij-Titovec, Svetlana Černousova e Ol'ga Medvedceva) |
| 26 gennaio 2003  | Anterselva        | Italia   | MS                                                                    |
| 13 febbraio 2003 | Oslo Holmenkollen | Norvegia | RL (con Svetlana Černousova, Ol'ga Zajceva e Ol'ga Medvedceva)        |
| 5 dicembre 2004  | Beitostølen       | Norvegia | RL (con Ol'ga Medvedceva, Anna Bogalij-Titovec e Ol'ga Zajceva)       |
| 11 gennaio 2006  | Ruhpolding        | Germania | RL (con Anna Bogalij-Titovec, Svetlana Išmuratova e Ol'ga Zajceva)    |

Legenda:

MS = partenza in linea

RL = staffetta